# Comme un oiseau sur le fil
Pour plus de détails, voir Fiche technique et Distribution.
Comme un oiseau sur le fil (Wie ein Vogel auf dem Draht) est un programme de divertissement en chansons, réalisé par Rainer Werner Fassbinder en 1974, diffusé à la télévision allemande en 1975.

## Fiche technique
- Scénario : Rainer Werner Fassbinder et Christian Hohoff
- Texte des chansons : Anja Hauptmann
- Caméra : Erhard Spandel
- Décors : Kurt Raab
- Arrangement musical : Ingfried Hoffmann, orchestre Kurt Edelhagen
- Production : WDR
- Tournage : 6 jours en juillet 1974 à Cologne
- Format : Vidéo, 2 pouces, couleur
- Durée : 44 minutes
- Diffusion : 5 mai 1975 (A.R.D.)

## Distribution
- Brigitte Mira
- Evelyn Künneke
- Ingfried Hoffmann : Pianiste du bar
- El Hedi ben Salem : Bodybuilder